# Rugathodes sexpunctatus
Rugathodes sexpunctatus là một loài nhện trong họ Theridiidae.
Loài này thuộc chi Rugathodes. Rugathodes sexpunctatus được James Henry Emerton miêu tả năm 1882.

## Hình ảnh

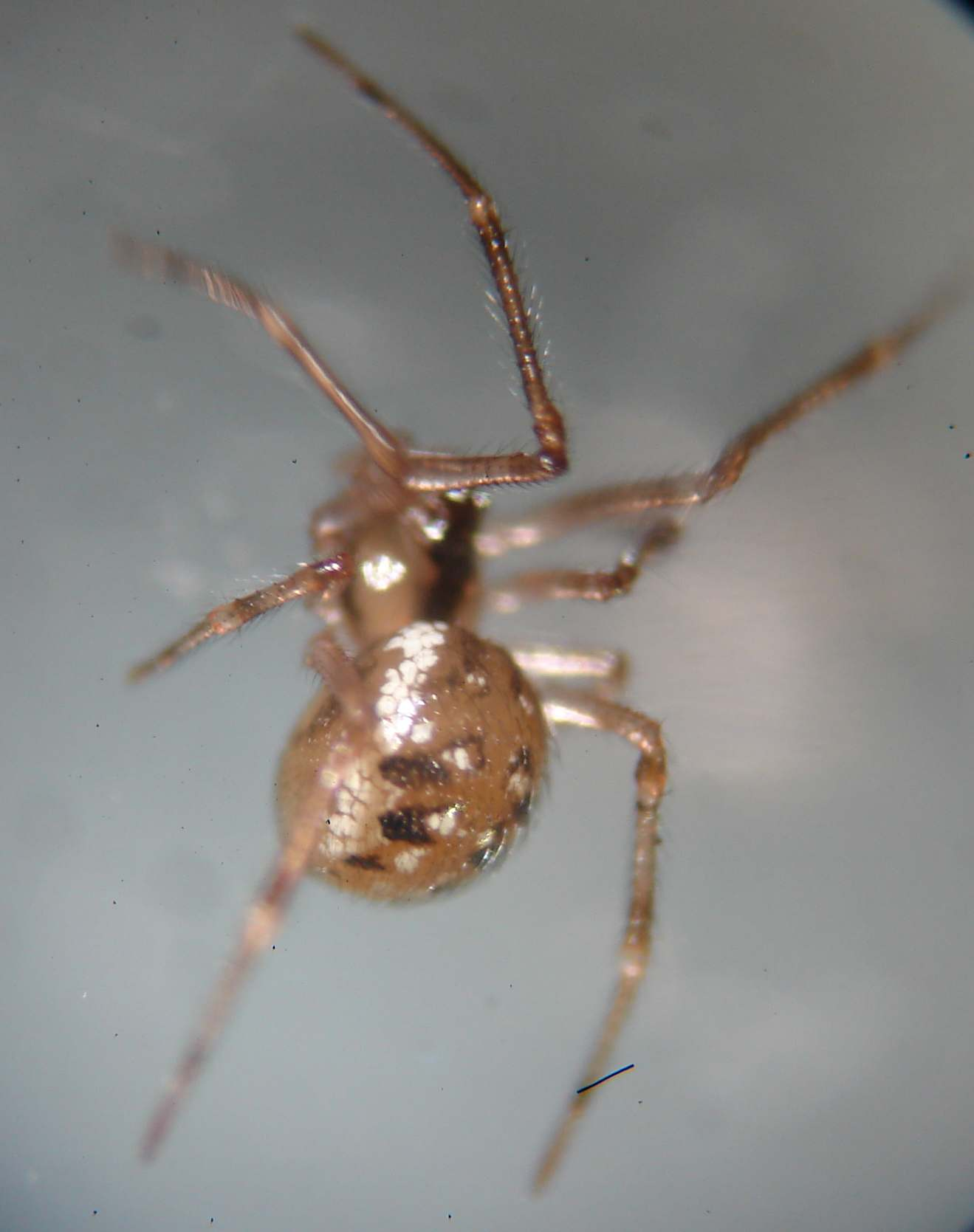
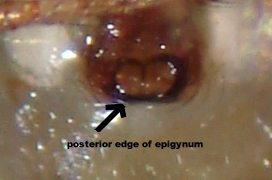
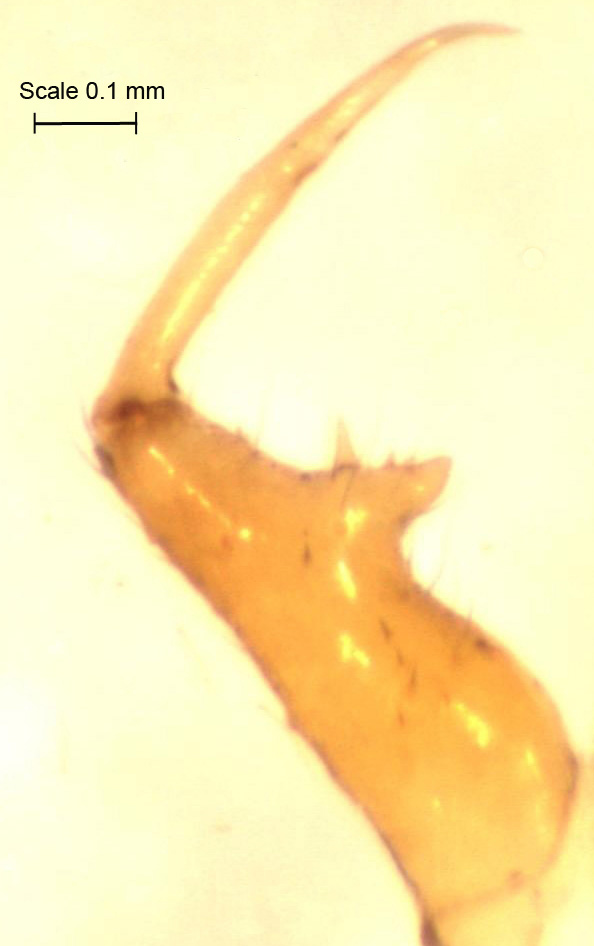